# Unione Sportiva Città di Pontedera
Maillots
Actualités
L'Unione Sportiva Città di Pontedera est un club de football italien de Pontedera de la province de Pise en Toscane. Lors de la saison 2024-2025, le club évolue en Serie C (D3).

## Changements de nom
- 1912-2010 : Unione Sportiva Pontedera
- 2010- : Unione Sportiva Città di Pontedera